# مسجد أبو قورة

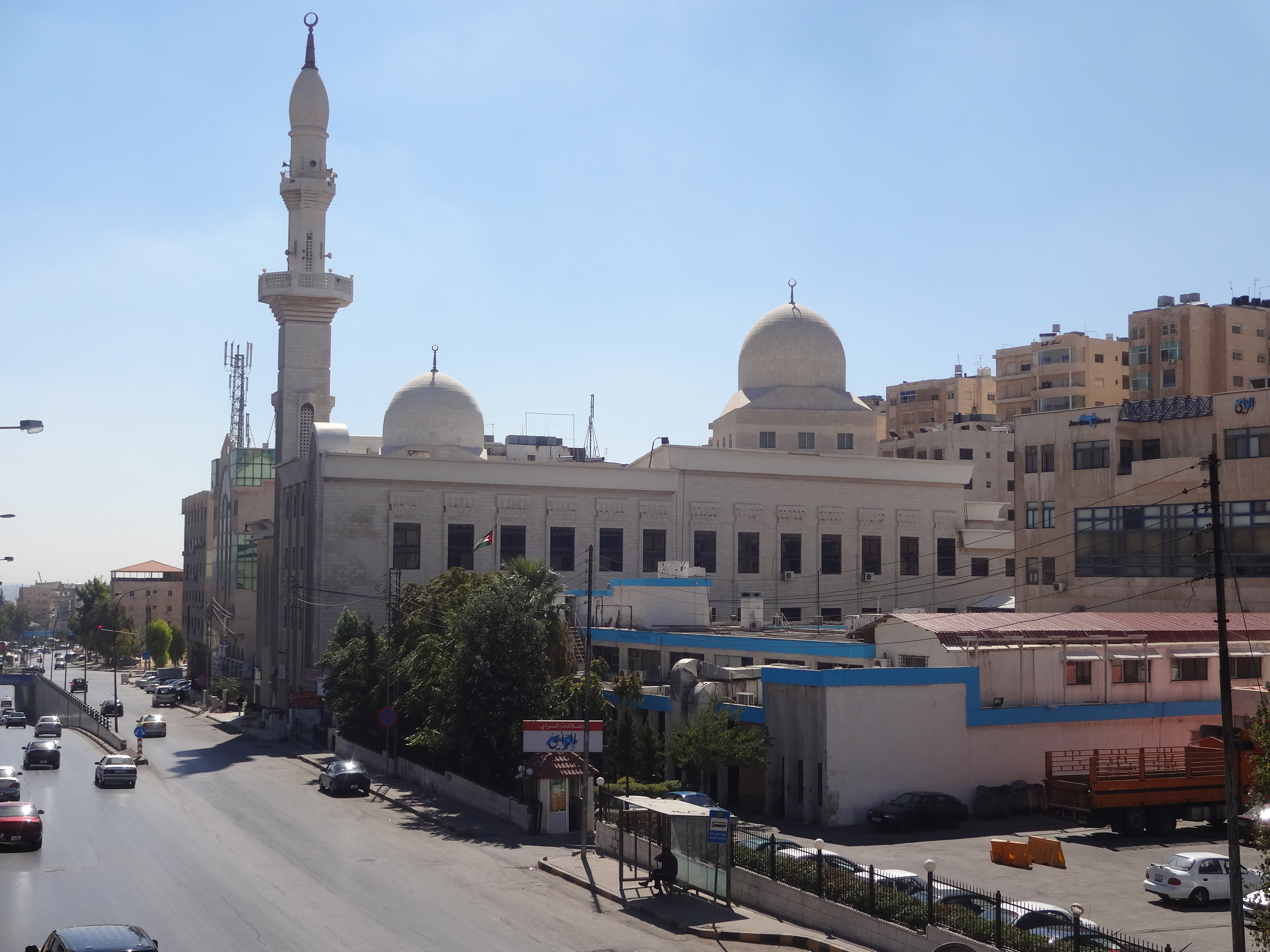
صورة جانبية للمسجد

مسجد الحاج صالح أبو قورة ويطلق عليه اسم مسجد أبو قورة، تم افتتاحه في عام ١٩٨٦ في شهر رمضان المبارك وقام بافتتاحه الملك الحسين بن طلال. بنى هذا المسجد أبناء الحاج صالح أبو قورة، الدكتور أحمد (أبو عمر)، ومحمد (أبو القاسم) ومصطفى (أبو العاص)، وسموه على اسمه وهو أحد أضخم المساجد الأهلية في الأردن ويعتبر من الوقفيات الخاصة الكبرى في المملكة.
ويقع المسجد على شارعين، شارع الملكة رانيا العبد الله وشارع عبد اللطيف أبو قورة في عمان الغربية بجانب مبنى جريدة الرأي. يحوي المسجد على مصلى ضخم من طابقين حيث يحتوي الطابق العلوي على مصلى للنساء. كما يحتوي على مدرسة ومركز كبير لتحفيظ القران الكريم ومكتبة جامعة ولجنة زكاة. يعتبر المسجد المقصد الرئيسي للكثير من سكان عمان في صلاة الجمعة والاعتكاف في رمضان وحضور دروس العلم.
مر على المسجد عدد كبير من الشيوخ والعلماء من خطباء وأئمة أمثال الشيخ محمد القطناني، والشيخ محمد جبريل، والدكتور الشيخ عزت بن خليل العزيزي والدكتور أحمد القضاة والدكتور خالد القضاة والدكتور موفق الدلالعة.
يشرف على المسجد لجنة وقف بتولية خاصة متوارثة ومتتابعة من بناة المسجد، وتقوم اللجنة على الوقف بشتى أشكاله الإدارية والمالية والإشراف على الأنشطة ودور القرآن للذكور والإناث. 